# Ильинское-Урусово
Ильинское-Урусово — село в Гаврилов-Ямском районе Ярославской области России. Административный центр Ильинского сельского округа Шопшинского сельского поселения.

## География
Село находится в юго-восточной части области, в зоне хвойно-широколиственных лесов, на левом берегу реки Фекленки, при автодороге 78Н-0179, на расстоянии примерно 26 километров (по прямой) к северо-западу от города Гаврилов-Ям, административного центра района. Абсолютная высота — 181 метр над уровнем моря.

### Климат
Климат характеризуется как умеренно континентальный, с умеренно холодной зимой и относительно тёплым летом. Среднегодовая температура воздуха — 3 — 3,5 °C. Средняя температура воздуха самого холодного месяца (января) — −13,3 °C; самого тёплого месяца (июля) — 18 °C. Вегетационный период длится около 165—170 дней. Годовое количество атмосферных осадков составляет 500—600 мм, из которых большая часть выпадает в тёплый период.

### Часовой пояс
Ильинское-Урусово, как и вся Ярославская область, находится в часовой зоне МСК (московское время). Смещение применяемого времени относительно UTC составляет +3:00.

## История
В селе было две каменные церкви, обе пятиглавые. Одна из них построена в 1792 году и имела три престола: пр. Илии, Николая чудотворца и пр. Михаила Малеина. Другая церковь построена в 1823 году, в ней тоже было три престола: вмц. Екатерины, преп. Сергия и Симеона сродника Господня. 
В конце XIX — начале XX село являлось центром Ильинской волости Ярославского уезда Ярославской губернии. В 1883 году в селе было 28 дворов.
С 1929 года село входило в состав Кощеевского сельсовета Ярославского района, с 1932 году — в составе Гаврилов-Ямского района, с 1944 года — центр Ильинского сельсовета Курбского района, с 1957 года — вновь в составе Гаврилов-Ямского района, с 2005 года — в составе Шопшинского сельского поселения.

## Население
| 1859 | 1883 | 2002 | 2007 | 2010 |
| ---- | ---- | ---- | ---- | ---- |
| 297  | ↘246 | ↗304 | ↗353 | ↘305 |

### Национальный состав
Согласно результатам переписи 2002 года, в национальной структуре населения русские составляли 95 % из 304 чел.

## Инфраструктура
В селе расположена Ильинская основная школа, детский сад, библиотека, фельдшерско-акушерский пункт, отделение почтовой связи.

## Достопримечательности
В селе расположена недействующая Церковь Илии Пророка (1792).